# Zwakbegaafdheid
Zwakbegaafdheid is een ander woord voor laagbegaafdheid. Iemand die zwakbegaafd is, heeft moeite met leren en loopt qua ontwikkeling achter op zijn medemens. Het tegenovergestelde is hoogbegaafdheid.

## Zwakbegaafd en intelligentie
Het begrip zwakbegaafd is een term voor minder dan gemiddeld begaafd zijn. In een schatting van het Nederlands Sociaal en Cultureel Planbureau (SCP) uit maart 2010 wordt aangenomen dat 13% van de Nederlandse bevolking zwakbegaafd is.
In een IQ-test waar een normaal begaafd persoon een gemiddelde IQ-score van 100 haalt, heeft een zwakbegaafde een IQ-score tussen de 70 en 85. Als er naast een IQ tussen de 70 en 85 ook sprake is van een verminderd aanpassingsvermogen, dan worden zwakbegaafden tot de groep mensen met een lichte verstandelijke beperking gerekend.

## Verwarring
Er is vaak verwarring omtrent de betekenis van de term zwakbegaafd: voor velen is het niet duidelijk wat het precies inhoudt. Het woord zwakbegaafd wordt daarom vaak gebruikt voor mensen die een verstandelijke beperking hebben. Het IQ van iemand met een verstandelijke beperking is lager, namelijk onder de 70. Bij een IQ tussen 70 en 79 wordt in bepaalde tests zwakbegaafd als aanduiding gebruikt (in andere tests is dit tussen de 70 en de 85 of 90: testuitslagen verschillen onderling, afhankelijk van de betreffende test).

## School

### Nederland
Als zwakbegaafden vastlopen in het regulier onderwijs, kunnen ze worden toegelaten op een SBO-school, een speciale school voor basisonderwijs. Hier vindt men de oude MLK- en LOM-populatie. De ondergrens van deze school is in principe een IQ van 60. Wanneer een kind een IQ heeft tussen de 60 en 70 en er sprake is van bijkomende problematiek, kan ook voor een ZMLK-school gekozen worden. Praktijkonderwijs is voor deze kinderen vaak de vorm van voortgezet onderwijs.

### Vlaanderen
De gehanteerde term zwakbegaafd overlapt met de in Vlaanderen meer gebruikelijke term lichte mentale (of verstandelijke) beperking, die men gewoonlijk hanteert voor de IQ's tussen 60 en 75 à 80. De best presterenden uit de groep zwakbegaafden krijgen ook in Vlaanderen het gewone basis- en secundair onderwijs, waar zij meestal de meer praktische onderwijsvorm BSO volgen. De zwakst presterende zwakbegaafden vindt men terug in het buitengewoon onderwijs voor licht mentaal gehandicapten (type 1, opleidingsvorm 1 of 2).